# Pancratium st-mariae
Pancratium st-mariae là một loài thực vật có hoa trong họ Amaryllidaceae. Loài này được Blatt. & Hallb. mô tả khoa học đầu tiên năm 1921.